# Route nationale 40a
La route nationale 40A, ou RN 40A, était une route nationale française reliant Noyelles-sur-Mer à Abbeville. À la suite de la réforme de 1972, elle a été déclassée en RD 40.

## Ancien tracé de Noyelles-sur-Mer à Abbeville (D 40)
Les communes traversées étaient :
- Noyelles-sur-Mer
- Port-le-Grand
- Grand-Laviers
- Abbeville